# محسن ابراهیمی
محسن ابراهیمی (زاده ۱۳۴۷ در شهرستان بشاگرد) با کسب ۲۵۲۷۶۹ رأی به عنوان نماینده استان هرمزگان در ششمین دوره مجلس خبرگان رهبری انتخاب شد.